# حادثه زندان ونزوئلا ۲۰۱۷
حادثه زندان ونزوئلا ۲۰۱۷ در روز چهارشنبه ۱۶ اوت به دنبال شورش زندانیان در زندانی در شهر پورتو آیاکوتو در ایالت آمازوناس رخ داد که طی آن نیروهای دولت مادرو رئیس‌جمهور این کشور شبانه به زندانیان حمله کردند و با کشتن ۳۷ زندانی به این شورش پایان دادند.

## شرح واقعه
در پی شورش زندانیان در زندانی در شهر پورتو آیاکوتو در ایالت آمازوناس در جنوب ونزوئلا در چهارشنبه ۱۶ اوت، نیروهای دولتی شبانه به آنان حمله کرده و با کشتن ۳۷ زندانی کنترل زندان را به دست گرفتند.
یک عضو شورای شهر گفت تمامی شب صدای شلیک شنیده می‌شد او گفت نیروهای دولتی تلاش کردند تا کنترل زندان را بدست گیرند ولی زندانیان مقاومت کردند…

## تلفات
فرماندار ایالت آمازوناس در منطقه جنگلی جنوب ونزوئلا روز چهارشنبه گفت ۳۷ زندانی در حمله شبانه نیروهای دولتی به زندانی در این ایالت کشته شدند. وی از طریق توئیتر گفت «قتل‌عامی صورت گرفت.»
تعداد زیادی از زندانیان زخمی شدند.
دادستان کشوری ونزوئلا گفت در حل تحقیق در مورد مرگ ۳۷نفر در این زندان می‌باشد و اضافه کرد که ۱۴ مقام دولتی نیز زخمی شده‌اند.
در زمان این درگیری ۱۰۵ زندانی در زندان وجود داشتند.